# Falkenstein/Harz
Falkenstein/Harz är en stad i Landkreis Harz i Sachsen-Anhalt i Tyskland. Den bildades 2002 genom sammanslagning av de dåvarande kommunerna Ermsleben, Endorf, Meisdorf, Neuplatendorf, Pansfelde, Reinstedt och Wieserode.